# 테스티드
테스티드는 모바일 애플리케이션 테스트 서비스이다. 모바일 애플리케이션이 다양한 디바이스와 OS 버전에서 잘 동작하는지 확인하는, 일종의 디바이스 호환성 테스트를 제공하고 모바일 애플리케이션을 여러 디바이스에 한꺼번에 설치하고 실행할 수 있도록 한다. 또, 모바일 애플리케이션의 UI를 분석하여 애플리케이션을 자동으로 탐색할 수 있다.

## 특허
- 컴퓨터 실행 가능한 애플리케이션 객체 분석 방법, 이를 수행하는 애플리케이션 객체 분석 서버 및 이를 저장하는 기록매체
- 애플리케이션 사용법 측정 방법, 이를 수행하는 애플리케이션 사용성 측정 서버 및 이를 저장하는 기록 매체
- 컴퓨터 실행 가능한 사용 패턴 모니터링 방법, 이를 수행하는 모니터링 서버 및 이를 저장하는 기록매체